# 博克霍恩巴赫河
52°4′14″N 7°52′38″E / 52.07056°N 7.87722°E
博克霍恩巴赫河（德語：Bockhorner Bach），是德國的河流，位於該國西部，流經北萊茵-威斯特法倫州，屬於埃爾廷米倫巴赫河的右支流，河道全長11.7公里，流域面積29.8平方公里。